# Vimmerby kyrka

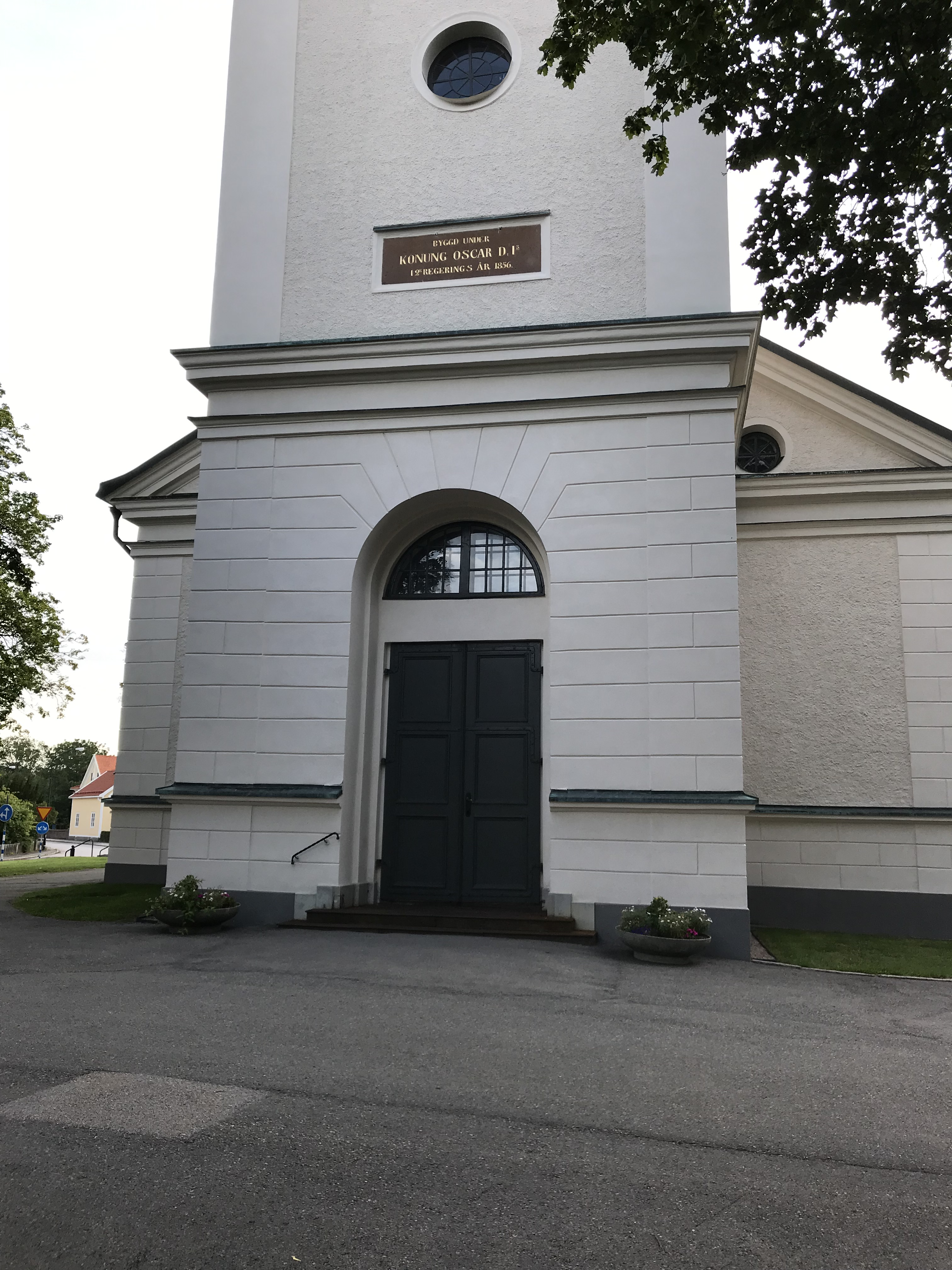
Kyrkporten i väster

Vimmerby kyrka är en kyrkobyggnad i Vimmerby i Linköpings stift. Den är församlingskyrka i Vimmerby församling. Det var vid ett besök på kyrkogården i Vimmerby som Astrid Lindgren fann en grav med texten Här vila späda bröderna Johan Magnus och Achates Phalén, döde 1860. Det gav Lindgren inspiration till att skriva en bok om barn och döden. Boken fick titeln Bröderna Lejonhjärta.

## Kyrkobyggnaden
Den nuvarande kyrkan uppfördes 1854-1855 och ersatte Karolinerkyrkan i sten från 1685, men i Vimmerby har det funnits kyrkor åtminstone sedan början av 1200-talet, vilket medeltida inventarier i den nuvarande kyrkan uppvisar. Den förste kände prästen vid namn Henricus Erici omnämns redan 1253. Kyrkan är byggd i nyklassicistisk stil och består av ett lågt långhus med kyrktorn i väster. Kyrktornets lanternin har ett tornur som donerades 1876 av Vimmerby Spritbolag.

## Inventarier
- Dopfunten är huggen i granit omkring år 1200 och har möjligen danskt ursprung.
- Predikstolen är tillverkad 1713 av bildhuggaren Olof Wiström.
- Altartavlan tillkom 1877 och har motivet Kristi förklaring. Tavlan är målad av Sven Alfred Thörne och är en kopia av Fredric Westins altartavla i Sankt Jacobs kyrka i Stockholm.

### Orgel
- 1686 köpte organisten Valentin Kruus, Jönköping, en okänd orgeln från kyrkan.
- 1710 bygger Johan Åhrman en orgel med 10 stämmor. Den såldes 1768 till Frödinge kyrka.
- 1769 byggde Anders Wollander och Lars Wahlberg, Vimmerby, en orgel med 20 stämmor.
- 1904 bygger E A Setterquist & Son, Örebro, en orgel med 20 stämmor fördelade på två manualer och pedal.
- Orgeln byggdes år 1956 av den danska firman Marcussen & Son och 39 stämmor. Den har två fria kombinationer och är mekanisk. Registraturen för pedalen är pneumatisk. Fasaden på ryggpositivet är från 1956, medan huvudfasaden är från 1769 års orgel. Fasadens pipor är ljudande.

| Ryggpositiv I     | Huvudverk II      | Bröstverk III     | Pedal         | Koppel |
| Principal 8´      | Quintadena 16'    | Gedackt 8´        | Principal 16´ | I/P    |
| Gedackt 8´        | Principal 8´      | Gedacktflöjt 4´   | Subbas 16´    | II/P   |
| Quintadena 8´     | Rörflöjt 8´       | Principal 2´      | Oktava 8´     | III/P  |
| Oktava 4´         | Oktava 4´         | Gedacktflöjt 2´   | Gedackt 8´    | I/II   |
| Koppelflöjt 4´    | Spetsflöjt 4´     | Oktava 1´         | Oktava 4´     | III/II |
| Oktava 2´         | Spetsquint 2 2⁄3´ | Sesquialtera 2 ch | Nachthorn 2´  |        |
| Waldflöjt 2´      | Oktava 2´         | Cymbel 1 ch       | Mixtur 6 ch   |        |
| Sivflöjt 1 1⁄3´   | Mixtur 5 ch       | Vox humana 8´     | Basun 16´     |        |
| Sesquialtera 2 ch | Cymbel 3 ch       | Tremulant         | Trumpet 8´    |        |
| Scharff 4 ch      | Trumpet 8'        |                   | Corno 4´      |        |
| Dulcian 8'        |                   |                   |               |        |
| Tremulant         |                   |                   |               |        |

#### Kororgel
- En kororgel är anskaffad 1977 och är byggd av Robert Gustavsson Orgelbyggeri, Härnösand. Orgeln är mekanisk och alla manualstämmor är delade.

Disposition - Läktarorgeln:
| Manual       | Pedal      | Koppel  |
| Gedackt 8´   | Subbas 16´ | Man/Ped |
| Principal 4´ |            |         |
| Täckflöjt 4´ |            |         |
| Oktava 2´    |            |         |
| Scharff      |            |         |

## Bilder

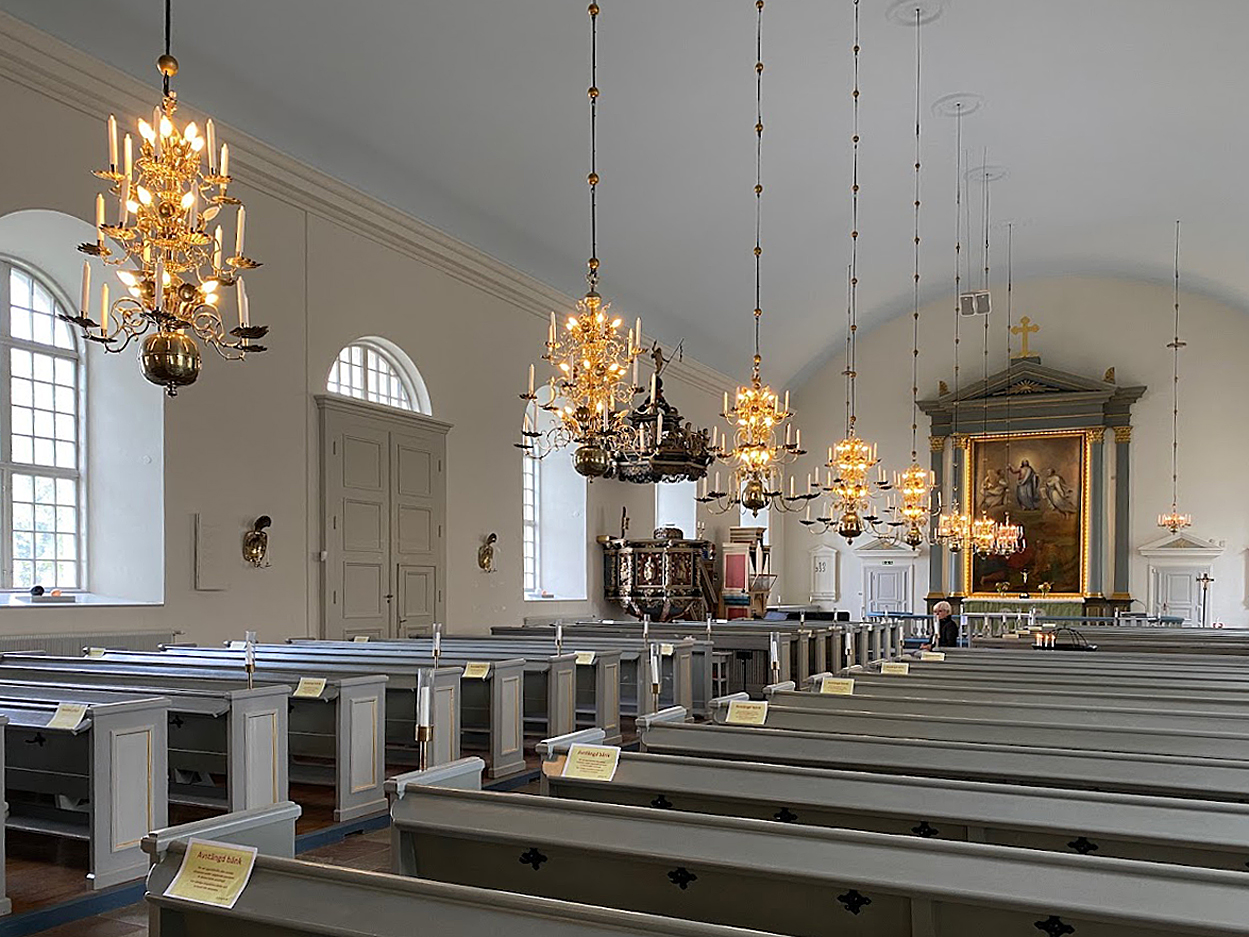
Kyrkorummet.
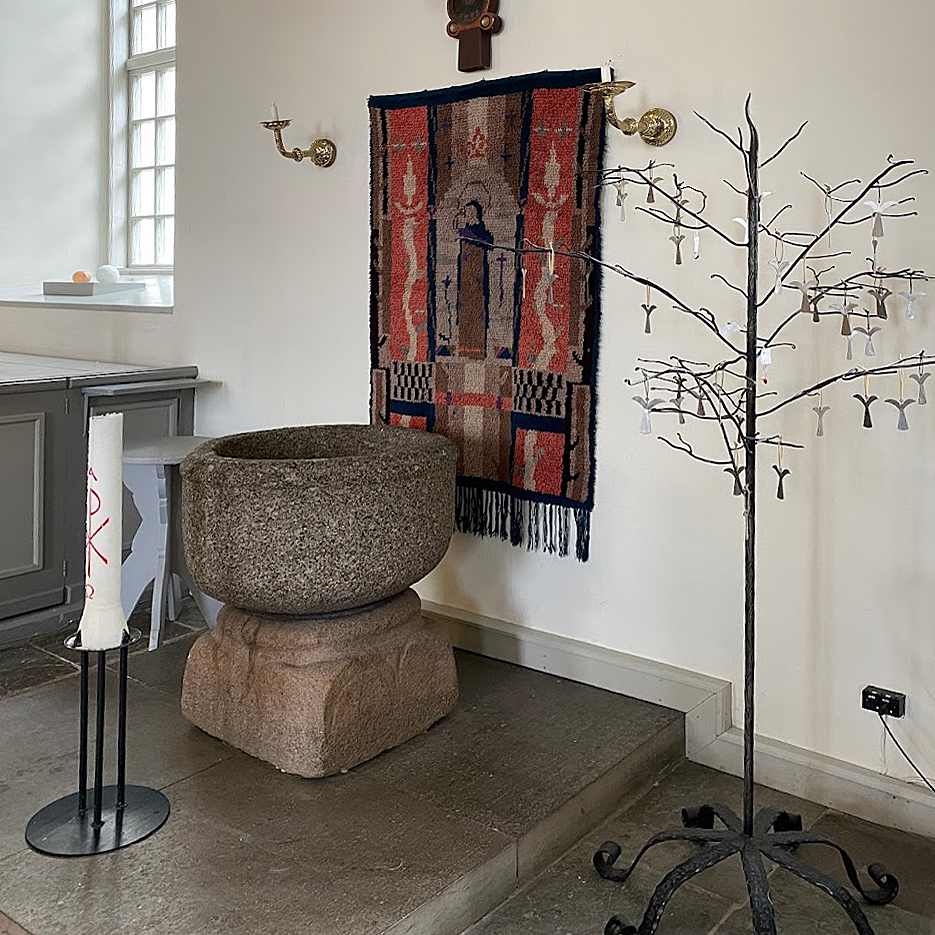
Dopfunten.
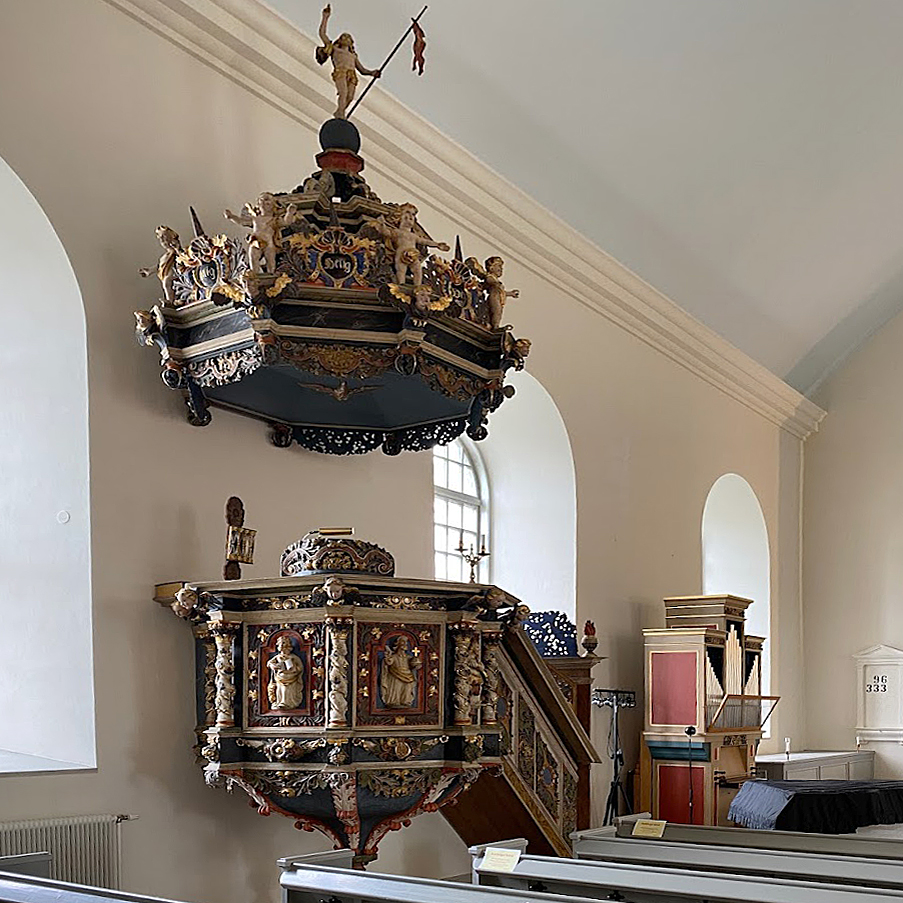
Predikstolen.
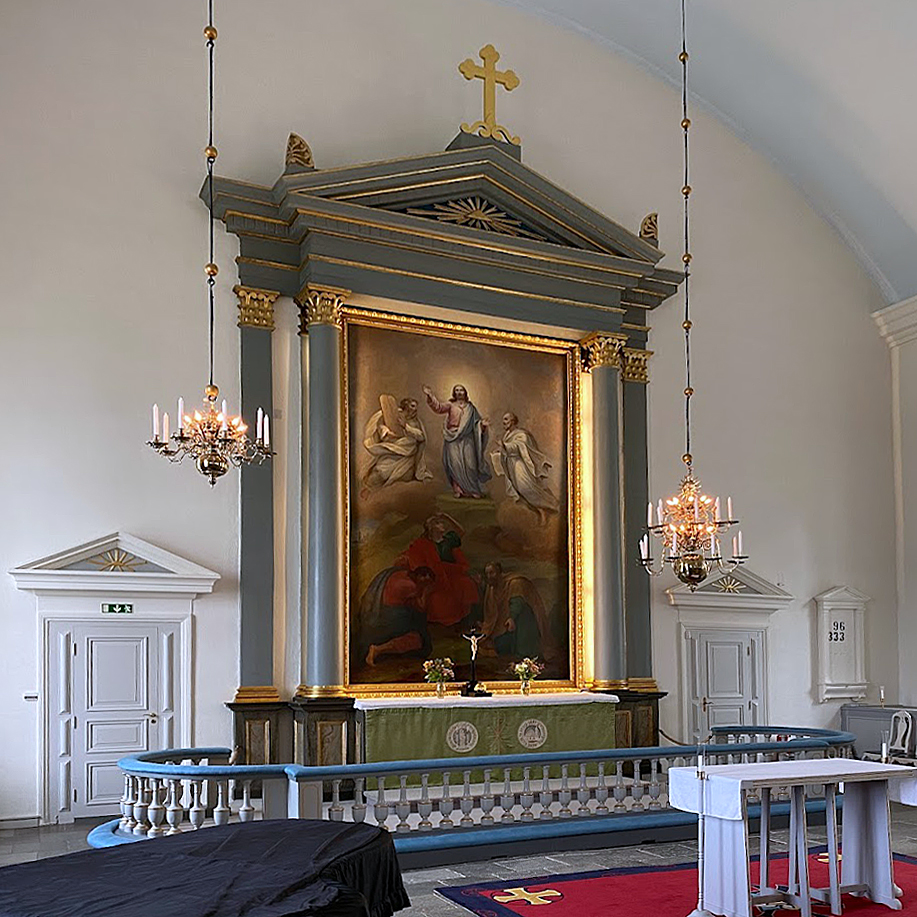
Altartavlan.
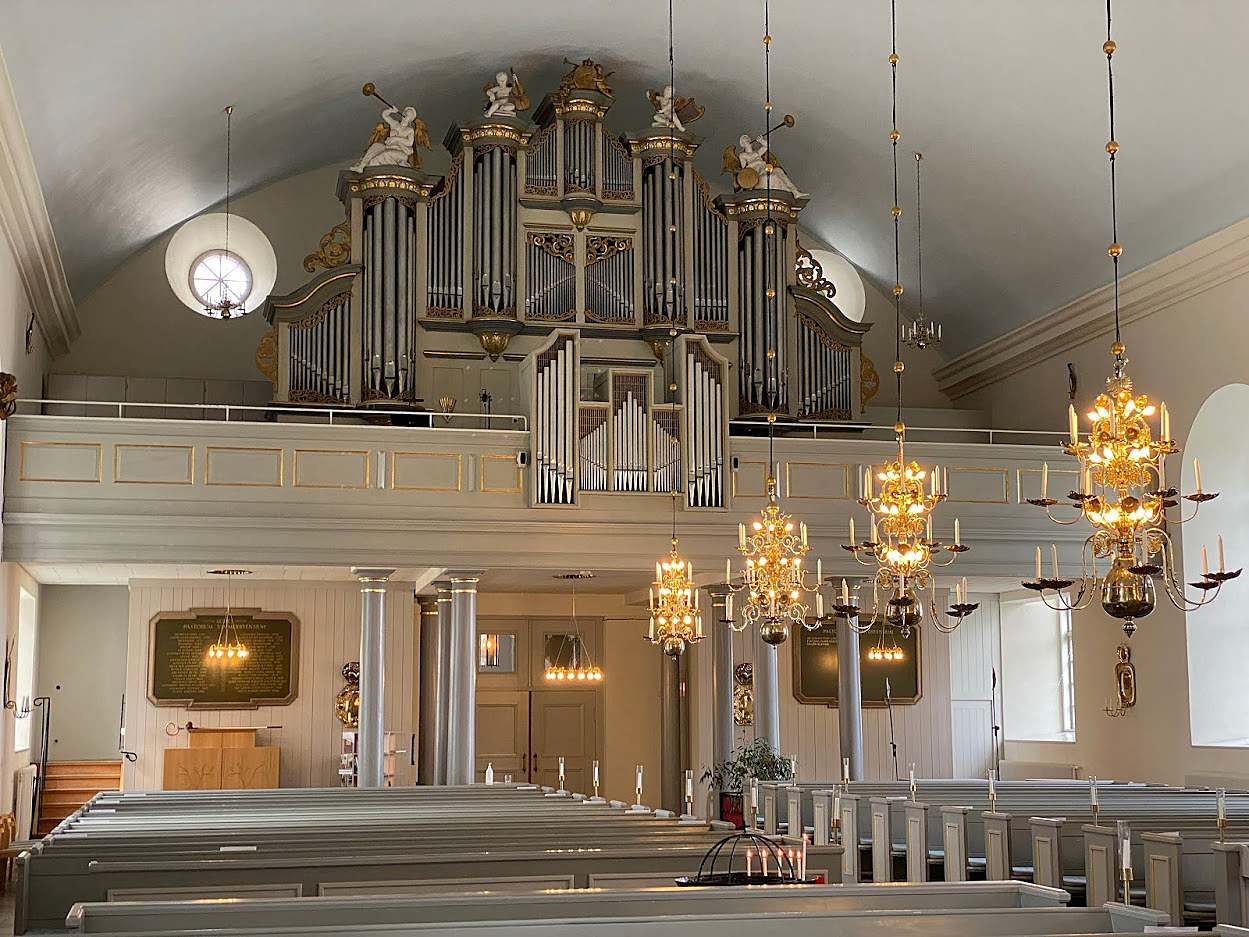
Orgelläktaren.
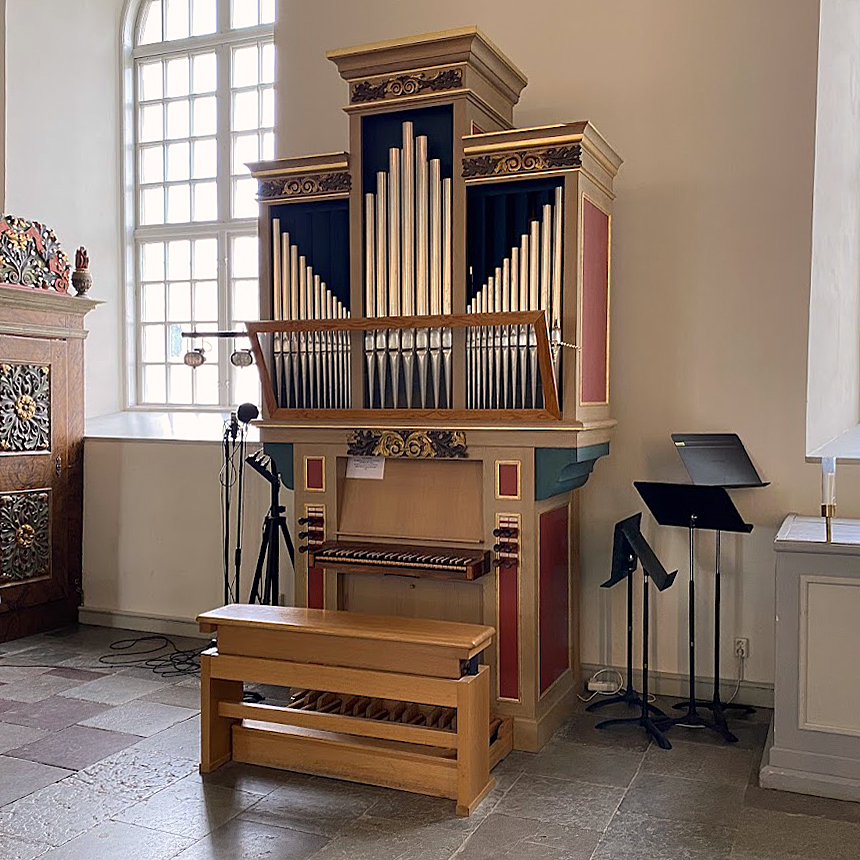
Kororgeln.
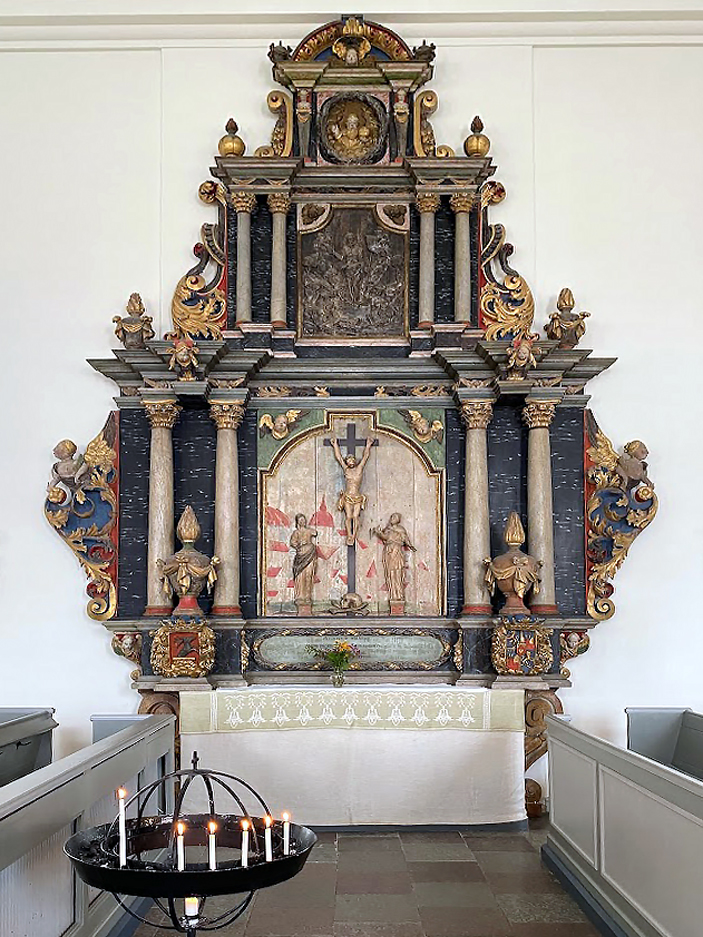
Gamla altartavlan.